# Midland Bank
Die Midland Bank Plc war eine der größten Bankgruppen Großbritanniens im 20. Jahrhundert. Heute ist sie Teil der HSBC Gruppe. Sie wurde unter dem Namen Birmingham und Midland Bank im August 1836 in Birmingham gegründet.
Sie expandierte zunächst in den Midlands, indem sie verschiedene lokale Banken übernahm. 1891 fusionierte sie mit der Central Bank of London Ltd und wurde zur London City and Midland Bank. Nach einer Phase der landesweiten Expansion inklusive der Übernahme von verschiedenen kleinen Banken wurde 1923 schließlich der Name Midland Bank Ltd angenommen.
Um 1934 war sie schließlich die größte Diskontbank der Welt. Sie war im London Stock Exchange notiert und Teil des FTSE 100 Index. 1992 erfolgte die Übernahme durch die HSBC Holdings plc.

## Geschichte

### Frühe Geschichte
Die Midland Bank wurde 1836 von Charles Geach in Birmingham gegründet. Charles Geach, zugleich der erste Manager der Bank, war zuvor Mitarbeiter der Bank of England.
Zur Gründung sicherte er sich die Unterstützung und Eigenkapitaldeckung der führenden Unternehmen und Händlern in Birmingham.
In den 1830er und 1840er Jahren besetzte die Midland Bank eine wichtige Marktnische in Birmingham, insbesondere bei der Diskontierung von Wechseln für ihre Kunden tat sie sich hervor.
Ihre Beziehung zu den regionalen Wirtschaftsunternehmen war besonders intensiv. Zu ihren Kunden gehörten Eisenbahngesellschaften, Eisengießereien, Maschinenbauunternehmen, aber auch Versorgungsunternehmen und kommunale Gesellschaften.
Die Bank führte in den ersten Jahren entscheidende Akquisitionen durch, die wichtigsten waren die Übernahme der Stourbridge Old Bank 1851 sowie Nichols, Baker and Crane of Bewdley 1862. Beide Unternehmen gehörten zu den Pionieren des Bankgeschäften in den West Midlands, die Stourbridge Bank wurde bereits 1762 gegründet, die Bewdley Bank 1777.

### Akquisition und Entwicklung in den ersten 50 Jahren

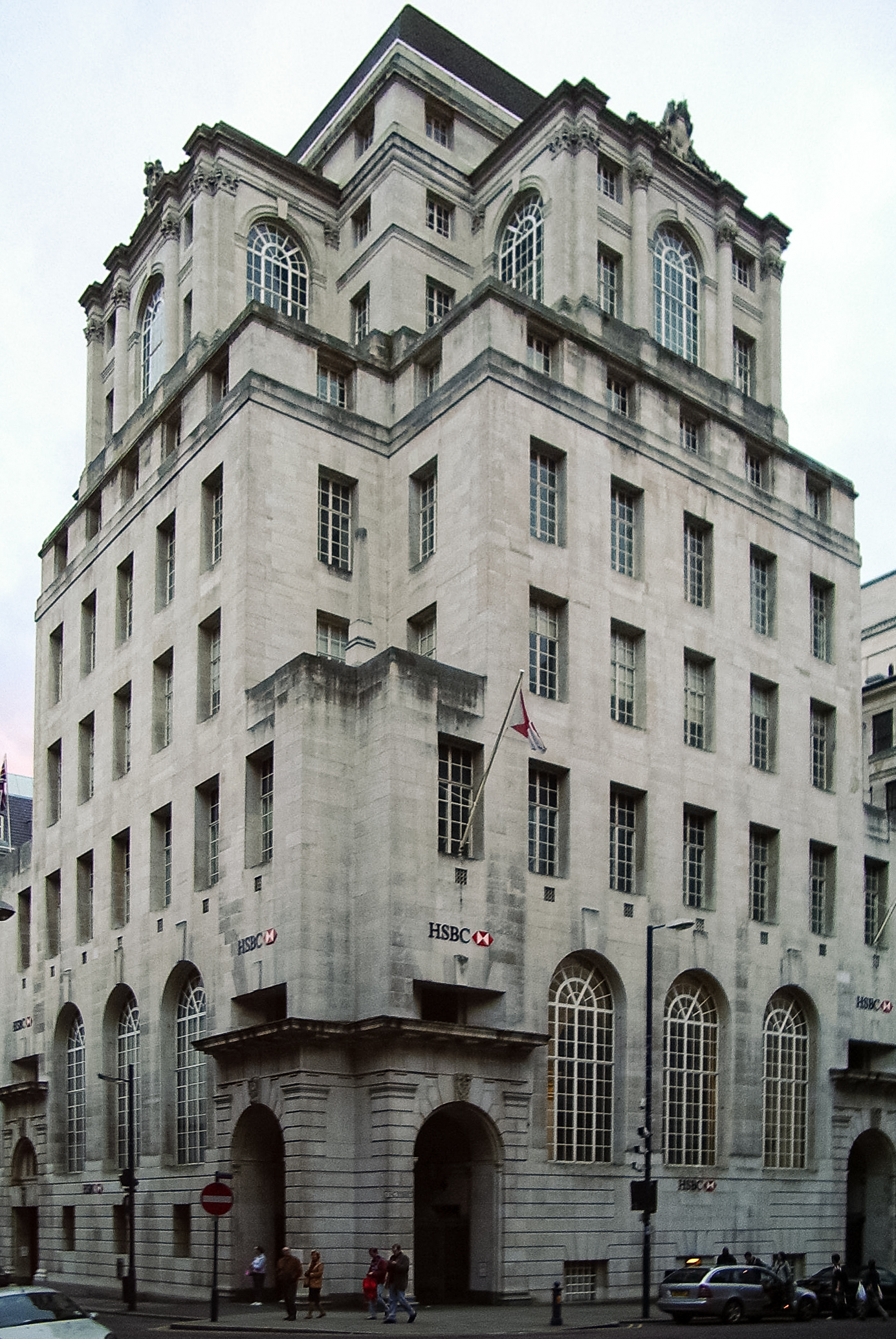
Hauptsitz der ehemaligen Midland Bank in der Threadneedle Street, London

Ab den 1880er Jahren expandierte die Bank durch die Eröffnung neuer Filialen sowie die Übernahme weiterer Banken. 1891 wurde die Central Bank of London akquiriert (wodurch die Midland Bank einen Sitz im London Clearing House bekam), 1898 wurde dann die City Bank erworben (diese hatte zudem ihren Hauptsitz in London).
Um 1918 galt die Midland Bank mit Kapitaleinlagen von £335 Millionen als größte Bank der Welt. Edward Hopkinson Holden führte die Bank dabei von 1898 bis 1908 als Geschäftsführer und von 1908 bis zu seinem Tod 1919 als Geschäftsführer und Vorstandsvorsitzender. Er leitete dabei zwischen 1891 und 1918 mehr als 20 Bankenzusammenschlüsse und eröffnete Filialen in ganz England und Wales.
Holden expandierte ebenfalls in Übersee, so war Midland die erste britische Bank, die einen weltweiten Devisenhandel etablierte und unter dem Namen London Bank mit über 650 Banken kooperierte. Die Zuständigkeit für dieses Geschäft übernahm ab 1907 die Hongkong and Shanghai Banking Corporation.
Nach dem Ersten Weltkrieg schlossen die führenden britischen Banken mit der Regierung ein Abkommen keine weiteren Übernahmen ohne staatliche Genehmigung mehr durchzuführen. Ein Ergebnis dieser Vereinbarung war, dass sich die Midland Bank darauf konzentrierte ihr Filialnetz weiter auszubauen, neue Dienstleistungen anzubieten, die Mechanisierung ihrer Systeme voranzutreiben sowie ihre Leistungen stärker zu vermarkten.

### Entwicklung in der Nachkriegszeit und internationale Allianzen
Midland reagierte auf die Aufhebung der staatlichen Kreditbeschränkungen 1958 mit dem weiteren Ausbau ihres Filialnetzes sowie der Einführung verschiedener innovativer Dienstleistungen, darunter Privatkredite (1958), private Scheckkonten (1958) und Scheckkarten (1966).
Im Jahre 1958 wurde der Forward Trust übernommen, welcher schließlich der führende Anbieter für Ratenfinanzierung, Leasing und Abrechnungsdienstleistungen wurde.
1967 übernahm Midland einen Anteil des Montagu Trust von Samuel Montagu & Co. Limited und wurde die erste britische Clearing Bank mit einem Anteil an einer Merchant Bank in London.
Das seit 1853 bestehende Kreditinstitut von Samuel Montagu, die Samuel Montagu & Co. Limited wurde 1974 zur hundertprozentigen Tochter und ist heute Teil des HSBC Privatkundengeschäfts.
Des Weiteren wurde Midland durch diese Akquisition Mehrheitseigner der Guyerzeller Bank AG (später HSBC Guyerzeller Bank) in der Schweiz.
Weitere Diversifikation erfolgte 1972 als Midland als führendes Mitglied eines Konsortiums Thomas Cook Reisen übernahm. Nachdem man 1977 Alleineigentümer wurde, verkaufte man das Unternehmen 1992.
Ab 1974 expandierte Midland hauptsächlich in überseeischen Ländern und akquirierte zunehmend internationale Banken. Die größte Investition davon war die Mehrheitsbeteiligung an der US-amerikanischen Bank Crocker National of California. Das Investment erwies sich nicht als Erfolg, so dass sich Midland gezwungen sah die Bank 1985 komplett zu übernehmen, um sie im folgenden Jahr an
Wells Fargo zu verkaufen.
1980 übernahm Midland die Mehrheitsbeteiligung an Trinkaus & Burkhardt KGaA, einer deutschen Privatbank mit einer ähnlich langen Tradition wie man selbst. Heute nimmt dieser Teil als HSBC Trinkaus eine führende Position im Handels- und Investmentbanking ein.

### Übernahme durch die HSBC Gruppe

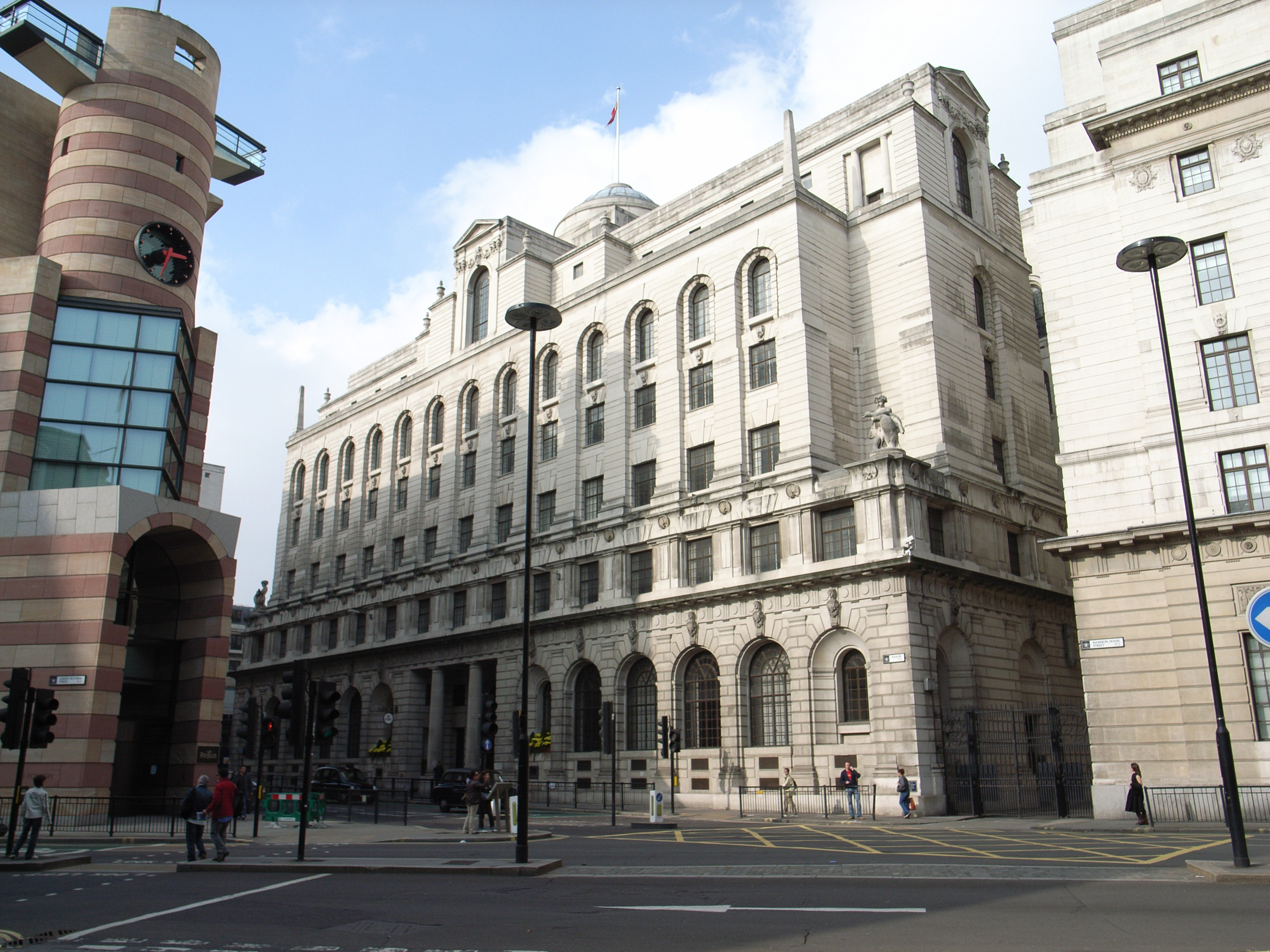
Der von Lutyens entworfene Hauptsitz der ehemaligen Midland Bank in London

1987 übernahm die Hongkong and Shanghai Banking Corporation (HSBC) zunächst 14,9 % von Midland und es entwickelte sich zwischen den Banken eine enge Zusammenarbeit. 1989 wurde First Direct in die Kooperation miteingebunden und übernahm das Telefonbanking, mit einem 24 Stunden Service, 365 Tage im Jahr.
Die vollständige Übernahme durch die HSBC Holdings plc erfolgte schließlich 1992.
Zu dieser Zeit handelte es sich um eine der größten Fusionen der Bankengeschichte und ermöglichte es HSBC, die ihren Hauptsitz von Hongkong nach London verlegte, vorbehaltlich der Zustimmung der Bankenaufsicht durch die Bank of England, eine europäische Zentrale aufzubauen, die ihre Geschäftsinteressen neben den Standorten in Asien und Amerika vertrat.
Die Midland Bank wurde 1999 schließlich in HSBC umbenannt und somit Teil der HSBC Gruppe.
Die erste Londoner Zentrale der City and Midland Bank, 5 Threadneedle Street, ist heute eine Bar mit der ehemaligen Kassenhalle als Herzstück. In den letzten Jahren erfolgte der Ausbau zu einem eleganten Hotel mit Bar und Restaurant.
Der spätere Hauptsitz der Bank in London, gegenüber der Bank of England in der Poultry and Princes Street, wurde 2006 an einen russischen Tycoon verkauft, die Schalterhalle sowie die riesigen unterirdischen Kellergeschosse wurden 2007 schließlich von HSBC geräumt. Das von Lutyens entworfene und von 1921 bis 1939 entstandene Gebäude, in den 30er Jahren der Stolz der größten Bank der Welt, soll in ein Hotel umgebaut werden.

## Sonstiges
Die Midland Bank war berühmt für ihr goldenes Logo mit einem von goldenen Münzen umgebenen Greif auf einem zuerst schwarzen, später blauem Hintergrund und ihrem Werbeslogan "the listening bank" (deutsch in etwa: Die Bank die zuhört), geschrieben vom bekannten Jinglekomponisten Rod Allen.
Die Werbung der Bank erscheint im, unter anderem in den 90er Jahren, populären Computerspiel Theme Park.
Die Midland Bank firmierte zunächst noch als Midland Bank, allerdings mit dem HSBC-Logo, bis sie 1999 schließlich komplett in die HSBC-Marke und damit -Gruppe übernommen wurde.